# Lac Beaumesnil
Lac Beaumesnil är en sjö i Kanada.   Den ligger i regionen Abitibi-Témiscamingue och provinsen Québec, i den sydöstra delen av landet, 400 km nordväst om huvudstaden Ottawa. Lac Beaumesnil ligger 265 meter över havet. Arean är 10,2 kvadratkilometer. Den sträcker sig 6,3 kilometer i nord-sydlig riktning, och 5,8 kilometer i öst-västlig riktning.
I omgivningarna runt Lac Beaumesnil växer i huvudsak blandskog. Trakten runt Lac Beaumesnil är nära nog obefolkad, med mindre än två invånare per kvadratkilometer.